# 다카토리강
다카토리강(일본어: 高取川 たかとりかわ[*])은 나라현에 흐르는 야마토강 수계의 하천이다. 옛날에는 히노쿠마강, 쿠메강이라고도 불렸다. 나라현 다카이치군 다카토리정의 남동부에 위치하는 다카토리성에서부터 북쪽으로 흐른다.
이 강은 오염이 심한 소가강(曽我川)과 합류하기 때문에 악취가 난다. 둑에는 벚꽃이 피어 있다.

## 지류
- 히노키마에강
- 히라타강
- 사쿠라강